# Olivierus martensii
Espèce
Synonymes
- Buthus martensii Karsch, 1879
- Mesobuthus martensii (Karsch, 1879)
- Buthus confucius Simon, 1880

Olivierus martensii est une espèce de scorpions de la famille des Buthidae. Ce scorpion est parfois nommé Scorpion doré de Mandchourie.

## Distribution
Cette espèce se rencontre en Chine, en Mongolie, en Corée du Nord et en Corée du Sud,. En Chine, elle a été observée en Mongolie-Intérieure, au Liaoning, à Pékin, au Hebei, au Shandong, au Henan, au Shanxi, au Hubei, en Anhui, au Jiangsu et au Fujian.
Elle a été introduite au Japon.

## Habitat
Ce scorpion se rencontre dans les steppes et d'autres habitats comme les pâturages voir les jardins.

## Description

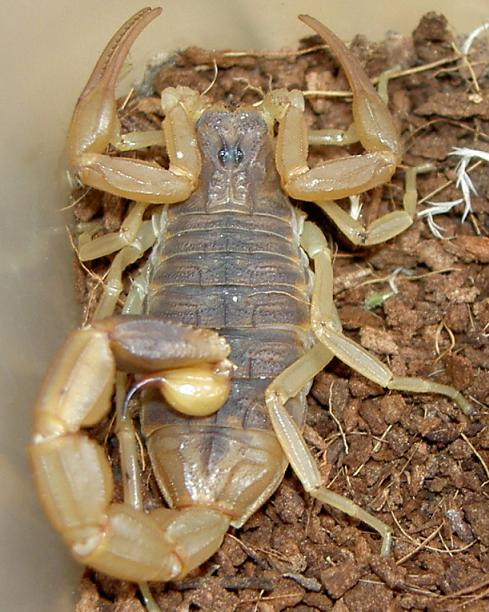
Olivierus martensii

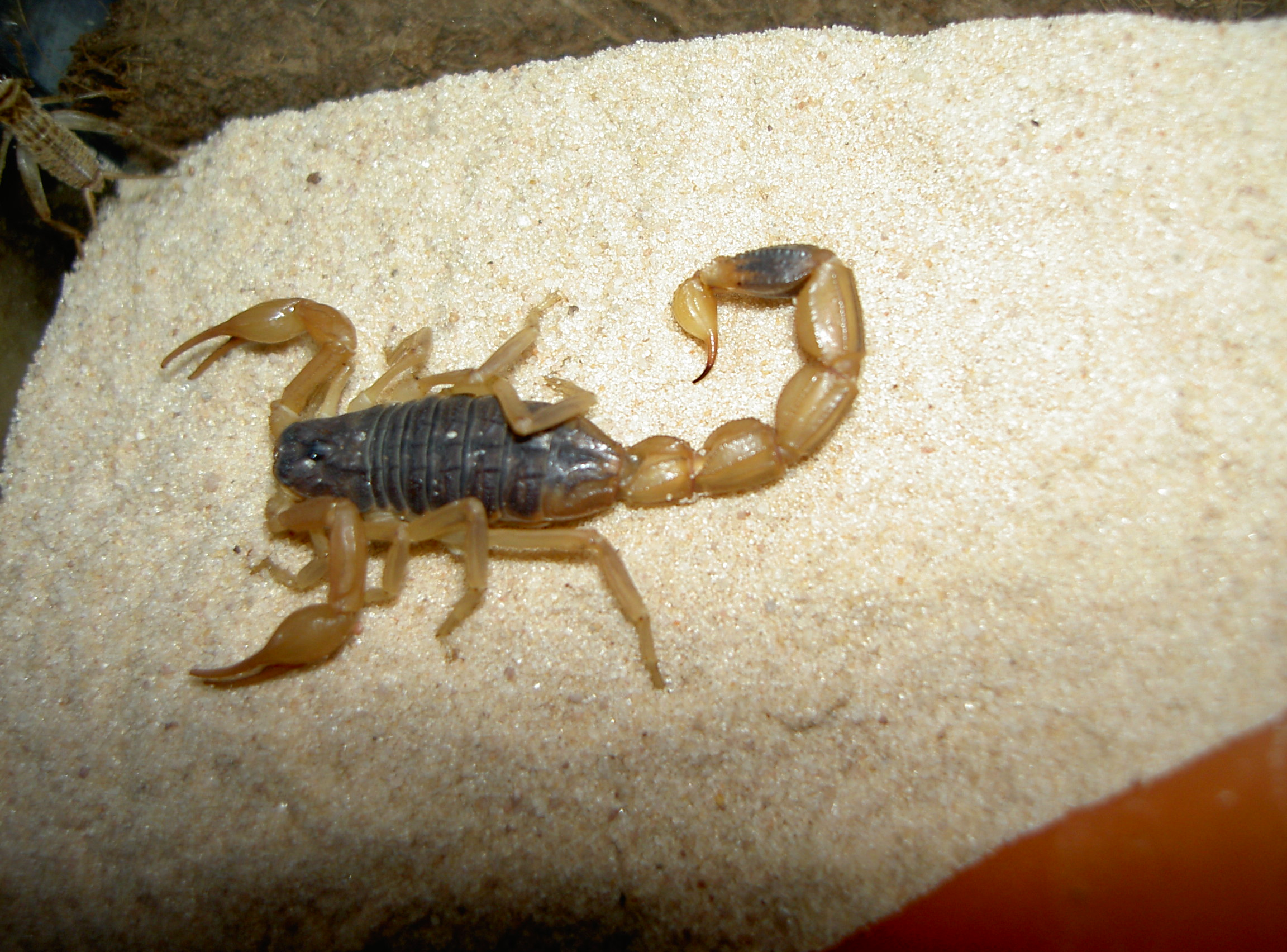
Olivierus martensii

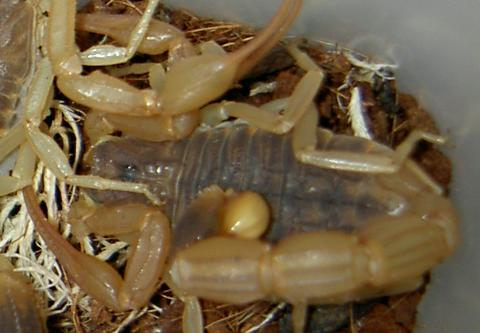
Olivierus martensii

Le tronc du mâle holotype mesure 18 mm et la queue 28 mm.
Les mâles mesurent jusqu'à 53 mm et les femelles jusqu'à 60 mm. Ce scorpion est d'une couleur dorée qui s'assombrit dans la partie dorsale. Sa queue présente un segment plus sombre que les autres, elle est donc énorme.
Ce scorpion est un grand prédateur d'invertébrés. Il chasse dans le sol, sous les débris végétaux et même sous les pierres. Son venin peut provoquer des lésions sérieuses aux animaux qui tenteraient de le déranger. Ce scorpion se sert de son venin aussi pour chasser.

## Le Scorpion doré de Mandchourie et l'humain
La médecine traditionnelle chinoise utilise le venin de ce scorpion.
Le venin de ce scorpion n'est pas mortel pour l'homme.
Ce scorpion est commercialisé séché ou inclus en entier dans des sucettes.

## Systématique et taxinomie
Cette espèce a été décrite sous le protonyme Buthus martensii par Karsch en 1879. Elle est placée dans le genre Mesobuthus par Vachon en 1950 puis dans le genre Olivierus par Kovařík en 2019.

## Étymologie
Cette espèce est nommée en l'honneur d'Eduard Carl von Martens.

## Publication originale
- Karsch, 1879 : « Scorpionologische Beiträge. Part II. » Mittheilungen des Münchener Entomologischen Vereins, vol. 3, p. 97-136 (texte intégral).